# Cañón de Saturbán
El cañón de Santurbán es el segundo más grande del departamento de Santander, Colombia, Con 2,28 km de longitud y 320 m de profundidad, después del cañón del Chicamocha. Marca el límite entre los departamentos de Santander y el Norte de Santander. Ubicado en el páramo de Berlín o Saturban lo conforman los municipios de California, Vetas, Suratá, Tona, Berlín y Santo Domingo de Silos (Norte de Santander).
El cañón se puede apreciar después del cerro El Picacho entre la vía Bucaramanga-Cúcuta. Se puede observar su hermosura, la niebla del páramo y una cultura de la gente que allí lo habita.
Esta falla geológica es un orgullo del gran Santander por su hermosura, riqueza en productos de la tierra y un espectáculo natural.
- Datos: Q5759652